# Milieucentrum
Een stedelijk milieucentrum is in Nederland een organisatie zonder winstoogmerk die voorlichting geeft over milieuzaken, lokale bewoners- en natuur- en milieuorganisaties ondersteunt en projecten onderneemt op milieugebied. Deze centra hebben de stichtingsvorm en worden deels gesubsidieerd door de plaatselijke gemeente. Stedelijke milieucentra zijn meestal in de jaren tachtig of vroege jaren negentig van de twintigste eeuw ontstaan. 
Ze ondersteunen vaak plaatselijke bewoners-, natuur- en milieugroepen zoals afdelingen van de Fietsersbond, IVN, KNNV, Milieudefensie, NIVON of ROVER. Voorbeelden van projecten van milieucentra zijn tegengaan van geluidshinder en luchtverontreiniging in de stad, stimulering van stadslandbouw en gebruik van regionaal voedsel, duurzame stedenbouw, hergebruik van materiaal, energiebesparing en opwekking van zonne-energie door particulieren. Vaak geven stedelijke milieucentra wandel- en natuurgidsen over de omgeving uit.  
Een informatiecentrum in een natuurgebied heet wel een 'natuur- en milieucentrum'. Instellingen op milieugebied die zich uitsluitend op onderwijs richten noemen zich vaak 'natuur- en milieueducatie centrum'.

### Milieucentra in de grote steden
- De Gezonde Stad (Amsterdam), voorheen Milieucentrum Amsterdam
- Haags Milieucentrum
- Milieu Centrum de Broeikas (Nijmegen)
- Rotterdams Milieucentrum
- Milieucentrum Utrecht

### Educatieve centra
Bijvoorbeeld
- Gemeente Haarlem Natuur- en milieucentrum De Kleef[dode link]
- Stichting de Hortus, Centrum voor natuur en milieu in Harderwijk, voorheen Milieucentrum Harderwijk